# Kreisgericht Herford
Das Kreisgericht Herford war von 1849 bis 1879 ein preußisches Kreisgericht mit Sitz in Herford. 

## Geschichte
Die „Verordnung über die Aufhebung der Privatgerichtsbarkeit und des eximierten Gerichtsstandes sowie über die anderweitige Organisation der Gerichte“ vom 2. Januar 1849 hob die Patrimonialgerichtsbarkeit auf. Gleichzeitig wurde das Appellationsgericht Paderborn geschaffen, dem Kreisgerichte, darunter das Kreisgericht Herford zugeordnet waren. Sein Sprengel umfasste den Kreis Herford mit den Städten Herford, Bünde und Vlotho. Der Sprengel umfasste 69.977 Gerichtseingesessene. Das Kreisgericht Herford war Schwurgericht für die Bezirke der Kreisgerichte Herford, Bielefeld, Minden und Lübbecke. Gerichtskommissionen/-deputationen wurde in Bünde und Vlotho eingerichtet.
Mit den Reichsjustizgesetzen wurden die Gerichte im Deutschen Reich vereinheitlicht. Das Kreisgericht Herford wurde 1879 aufgehoben. Neu eingerichtet wurde nun das Amtsgericht Herford im Bezirk des Landgerichtes Paderborn.

## Gerichtsdeputation Bünde
Bei der Gerichtsdeputation Bünde bestanden drei Richterstellen. Der Sprengel der Gerichtskommission Bünde umfasste die Ämter Bünde, Rödinghausen und Mennighüffen.
Die Gerichtsdeputation Bünde wurde 1879 aufgehoben und das Amtsgericht Bünde gebildet.

## Gerichtskommission Vlotho
Bei der Gerichtskommission Vlotho bestand eine Richterstellen. Der Sprengel der Gerichtskommission Vlotho umfasste die Stadt Vlotho und den Ort Valdorf.
Die Gerichtskommission Vlotho wurde 1879 aufgehoben und das Amtsgericht Vlotho gebildet.